# مهبل (المخادر)

تعديل مصدري - تعديل

مهبل هي إحدى قرى عزلة جبل عقد بمديرية المخادر التابعة لمحافظة إب، بلغ تعداد سكانها 366 نسمة حسب تعداد اليمن لعام 2004.